# Walerij Filipczuk
Walerij Filipczuk (ur. 30 czerwca 1991) – rosyjski lekkoatleta specjalizujący się w chodzie sportowym.
Pierwsze sukcesy odniósł w sezonie 2009, kiedy zdobył brąz mistrzostw Europy juniorów oraz zajął drugie miejsce w pucharze Europy w chodzie sportowym. Trzeci zawodnik rozegranego w Chihuahua pucharu świata (2010). W Moncton w lipcu 2010 został mistrzem świata juniorów. Medalista mistrzostw Rosji.

## Osiągnięcia
| Rok  | Impreza                           | Miejsce   | Lokata     | Konkurencja              | Wynik    |
| ---- | --------------------------------- | --------- | ---------- | ------------------------ | -------- |
| 2009 | Puchar Europy w chodzie sportowym | Metz      | 2. miejsce | chód na 10 km (juniorzy) | 41:46    |
| 2009 | Mistrzostwa Europy juniorów       | Nowy Sad  | 3. miejsce | chód na 10 000 m         | 40:29,35 |
| 2010 | Puchar świata w chodzie sportowym | Chihuahua | 3. miejsce | chód na 10 km (juniorzy) | 42:58    |
| 2010 | Mistrzostwa świata juniorów       | Moncton   | 1. miejsce | chód na 10 000 m         | 40:43,17 |
| 2011 | Młodzieżowe mistrzostwa Europy    | Ostrawa   | 3. miejsce | Chód na 20 km            | 1:24:30  |

## Rekordy życiowe
- Chód na 10 kilometrów – 40:08 (2009)
- Chód na 20 kilometrów – 1:21:46 (2011)